# Types d'émulsions argentiques
Il y a plusieurs types d'émulsions argentiques. Les émulsions récentes (pellicules et plans films) sont constituées d'halogénures d'argent (généralement de l'iodure d'argent et du bromure d'argent), sensibles à la lumière, contenus dans une couche de gélatine déposée sur un support en acétate de cellulose ou, plus rarement, en polyester.

## Films
On trouve quatre types de films, séparés en deux grandes familles :
- Les films négatifs :

1. Négatif noir et blanc
2. Négatif couleur

- Les films inversibles :

1. Film inversible couleur ou « diapositive couleur » (pouvant également être développé en négatif par traitement croisé en C41)
2. Film inversible noir et blanc (tel que le film Agfa Scala)

Il existe également des films instantanés, couleur ou noir et blanc, ces derniers avec ou sans négatif.